# Wih Bersih
Wih Bersih is een bestuurslaag in het regentschap Aceh Tengah van de provincie Atjeh, Indonesië. Wih Bersih telt 247 inwoners (volkstelling 2010).